# موش‌تیغی میندانائو
موش‌تیغی میندانائو(نام علمی: Podogymnura truei) نام یک گونه از سرده پاموش‌تیغی‌ها است.